# Glossosoma penitum
Glossosoma penitum là một loài Trichoptera trong họ Glossosomatidae. Chúng phân bố ở miền Tân bắc.